# Wijkia laxitexta
Wijkia laxitexta är en bladmossart som beskrevs av H. Crum 1971. Wijkia laxitexta ingår i släktet Wijkia och familjen Sematophyllaceae. Inga underarter finns listade i Catalogue of Life.